# نشر اسم
نشر اسم یک مؤسسهٔ انتشاراتی خصوصی در تهران است.

## بنیان‌گذاری
سعید مکرمی این نشر را در سال ۱۳۹۴ با تمرکز بر ادبیات داستانی، جستارهای بلند و علوم انسانی پایه‌گذاری کرد.

## نویسندگان
از جمله نویسندگان و مترجمانی که نشر اسم، آثارشان را منتشر کرده می‌توان به نام‌های عباس پژمان، محمد حنیف، احمد گلشیری، آراز بارسقیان، غلامحسین دولت‌آبادی، فریدون مجلسی، محمدرضا شکاری،علی مؤذنی، علی‌رضا جوانمرد، و حسام‌الدین مطهری و احمد شاکری اشاره کرد.

## کتابفروشی
مکرمی به مدت ۵ سال مدیریت کتاب‌فروشی و کافه کتاب ترنجستان سروش را بر عهده داشت. پس از آن، کتابفروشی مرکزی نشر اسم در خیابان انقلاب بازگشایی شد. این انتشارات یک کتابفروشی دیگر هم در خیابان ولیعصر محدودۀ میدان ونک برپا کرده است. مجموعه کتابفروشی‌های اسم شامل بخش‌های کتاب‌فروشی، کافه، کودک و بازی‌های رومیزی است.

## برخی از کتابها
تألیف
- این مرد از همان موقع بوی مرگ می داد، محمد حنیف، ۱۳۹۶.
- احضاریه، علی موذنی.۱۳۹۷.
- ترکه های درخت آلبالو، اکبر خلیلی، ۱۳۹۸.
- پل، آراز بارسقیان و غلامحسین دولت آبادی، ۱۳۹۸.

ترجمه
- کودکی، ژاک پره ور، ترجمه عباس پژمان. ۱۳۹۶.
- تولدت مبارک جک نیکلسون،  ‏‫هانتر اس.‬ تامپسون، محمدرضا شکاری. ۱۳۹۷.
- تقلای اروس، بیونگ چول هان، ترجمه آراز بارسقیان، ۱۳۹۸.
- بوطیقای ناسیونال سوسیالیسم، آلبرشت کوشارکه، ترجمه  ابراهیم موسوی. ۱۳۹۸.
- روان سیاست، نئولیبرالیسم و تکنولوژی های جدید قدرت، بیونگ چول هان، ترجمه آراز بارسقیان، ۱۳۹۸.
- اینترنت ما: بیش تر دانستن و کم تر فهمیدن در عصر کلان داده، مایک پاتریک لینچ، ترجمه حامد قديري، ۱۳۹۸.